# Triclistus brunnipes
Triclistus brunnipes là một loài tò vò trong họ Ichneumonidae.